# 迈斯基农村居民点 (沃洛格达州)
迈斯基农村居民点（俄语：Майское сельское поселение）是俄罗斯联邦沃洛格达州沃洛格达区所属的一个农村居民点。其下辖有83个居民点，行政中心为迈斯基。据2015年统计，该农村居民点的人口为7043人。